# Herminia simplicicornis
Herminia simplicicornis är en fjärilsart som beskrevs av Hans Zerny 1935. Herminia simplicicornis ingår i släktet Herminia och familjen nattflyn. Inga underarter finns listade i Catalogue of Life.